# Kambodża na Mistrzostwach Świata w Lekkoatletyce 2013
Kambodża na Mistrzostwach Świata w Lekkoatletyce 2013 – reprezentacja Kambodży podczas Mistrzostw Świata w Moskwie liczyła 1 zawodnika, który nie zdobył medalu.

## Występy reprezentantów Kambodży
| Konkurencja            | Zawodnik     | Eliminacje   | Eliminacje | Półfinał | Półfinał | Finał    | Finał   |
| Konkurencja            | Zawodnik     | Rezultat     | Pozycja    | Rezultat | Pozycja  | Rezultat | Pozycja |
| ---------------------- | ------------ | ------------ | ---------- | -------- | -------- | -------- | ------- |
| Bieg na 800 m mężczyzn | Kieng Samorn | 1:55,17 (SB) | 44.        | NQ       | NQ       | NQ       | NQ      |